# 杏野るり
杏野 るり（あんの るり、1982年10月19日 - ）は、日本のAV女優・ストリッパーである。浅草ロック座所属。
東京都出身。身長:149cm。血液型:A型。スリーサイズ:B83(C)・W56・H81。
AV女優時代（ウィナーズアソシエーション所属）は、小柄でキュートなルックスのロリ系女優として人気を博し、「中場千鶴」や「田原あいり」の芸名でも活動した。

## 略歴
2002年 - ソフト・オン・デマンド専属女優として『日本的美少女・杏野るり』でAVデビュー。また、同年にフォーミュラ・ニッポンで七瀬ななみ、沢口あすか、上村ひな（引退によりシーズン途中に天野♥こころが代わって加入）、うさみ恭香と共にレースクイーン（SODレーシングギャルズ）としても活動。
2003年 - 専属を離れ、以降は多くのメーカーの作品に出演。
2004年 - ストリッパーとしての活動を開始。
2005年 - ストリッパーに専念するためAV女優を引退。
2007年 - ストリップと並行してAV出演を再開。

## 出演作品

### アダルトビデオ
2002年
- 日本的美少女・杏野るり （4月9日 SODクリエイト） ※デビュー作
- 艶少女 杏野るり （5月4日 SODクリエイト）
- 妄想特撮シリーズ NO.2 恋身女子戦隊パティーズ （6月21日 SODクリエイト）
- Mの刻印 4 お仕置きは瑠璃色に （7月5日 SODクリエイト）
- 初めましてザーメン君 （8月4日 SODクリエイト）
- 杏野るりの超高級ソープ嬢 （9月20日 SODクリエイト）
- ADハルナの接吻バトルロワイヤル （10月5日 ナチュラルハイ）オムニバス作品
- 白汁の誘惑 （11月4日 SODクリエイト）
- 杏野るりのオナニーのお手伝いしてあげる （12月20日 SODクリエイト）

2003年
- 転校生（1月23日 SODクリエイト）
- SOD-racing gals レイプ 〜バイセクシャルの罠〜（2月7日 SODクリエイト）
- 極悪非道なザーメンマニアの勝手なリクエストに杏野るりがSOD卒業記念を有終の美で飾る為にお応えしました。（3月7日 SODクリエイト）
- 妹に犯されたい。（4月10日 ドグマ）
- REAL（4月23日 オーロラプロジェクト）
- 月刊 杏野るり（5月9日 メディアバンク）
- 変態少女あすかマン るり2マン・まなみマン （5月17日 SODクリエイト）
- 松本和彦的ネバネバ90分SPECIAL（6月10日 ドグマ）
- AVW番外編 NWAVの陰謀 ザ・レイプ（6月25日 オブテイン・フューチャー）
- レズ解禁 SPECIAL（7月19日 SODクリエイト）
- ドリーム学園 7（8月1日 MOODYZ）
- 猥褻リップ ［濃厚エロテク接吻ライブ］（8月7日 ドリームチケット）
- Leotard（9月4日、ドリームチケット）
- いけない女子校生（9月5日 桃太郎映像出版）
- 女子校生 痴女 3（9月9日 U&K）
- ザ レズファイト 3（9月19日 SODクリエイト）
- 撮影現場からGET! 2 （10月10日 桃太郎映像出版）オムニバス作品
- AVW FUCK DOWN（10月24日 オブテイン・フューチャー）
- ザーメンチャンピオンカーニバル 【スペレズタッグ戦】（11月1日 MOODYZ）
- ザーメンチャンピオンカーニバル 【シングル戦】（11月1日 MOODYZ）
- れずdeデビュー（11月6日 忠実堂）
- 女子高生監禁凌辱 鬼畜輪姦46（11月20日 アタッカーズ）
- 汁の伝導師”KINGDOMの痴汁の世界（11月20日 忠実堂）
- 素人倶楽部 22 超豪華必見!!杏野るり&七瀬ななみのラブラブレズファック（11月20日 素人倶楽部）
- 女ハ男ヲ目デ犯ス。 DX2（12月5日 ワープエンタテインメント）
- 淫獣奴隷輪姦（12月8日 アタッカーズ）
- 徹底連続アクメ興奮映像 6（12月17日 プレステージ）

2004年
- 女子校生 れず 先輩と私 55（1月16日 U&K）
- 強制M女 7（2月7日 プレステージ）
- 破廉恥X 2 性処理玩具3人の淫乱女子校生（2月13日 隼エージェンシー）
- 禁断の花園 3 桃レズ地獄（2月4日 SODクリエイト）
- 少年A 〜第3章〜（2月19日 ヒビノ）
- NO.1美女軍団 中出し新任教育指導 新任女教師スペシャル（2月19日 アイエナジー）
- No.1美女軍団 レースクイーン中出しサーキット（3月4日 アイエナジー）
- AVW FUCK DOWN! 最後の性戦（3月5日 メセナ・エンタテインメント （オブテイン・フューチャー））
- 牝犬令嬢（5月28日 シネマジック）
- THE アイドル緊縛ファック（6月30日 ロイヤルアート）
- イカせ続けると女はどーなるのか? 1（7月1日 ワンズファクトリー）
- ゆかた娘（7月1日 ワンズファクトリー）
- 行列のできる!カリスマレズマッサージ 2（8月19日 ディープス）
- ハイウェイレイプ観光バス（12月15日 ジェイモデル）オムニバス作品
- 吉原女郎物語（12月15日 ジェイモデル）オムニバス作品
- 痴女ナース 2（12月20日 ネクストイレブン）オムニバス作品

2005年
- AVアイドルを舞台に上げてヤジとイジメで犯しまくる 2（7月7日 甲斐正明事務所）
- 東京野外露出 素人いちゃつきカップル挑発プレイ（8月18日 甲斐正明事務所）オムニバス作品

2007年
- ヒロイン陵辱 Vol.03 堕ちてゆく…ラヴジョイ（8月24日、GIGA）

2008年
- スーパーヒロイン危機一髪!! Vol.22 惑星戦隊アースマン アースブルー（2月8日、GIGA）
- 新・おもらし物語 6（2月22日、GIGA）
- ヒロイン残酷物語 6（5月23日、GIGA）
- ヒロインバトル 003（11月28日、アキバトル）
- ヒロインバトル 004（11月28日、アキバトル）

2009年
- オレのアネキとヤラないか? 4（1月1日、グローリークエスト）
- スーパーヒロイン絶対絶命〔ママ〕 Vol.25 護星戦隊チャージマーメイド（1月9日、GIGA）

### イメージビデオ
- SODレーシングギャルズ（2002年6月7日 ソフト・オン・デマンド）

### 写真集
- fabulous SOD（2002年4月、双葉社、撮影：高橋生建）ISBN 978-4575293531